# Charles Morel
Pour les articles homonymes, voir Charles Morel (homonymie) et Morel.
Charles Morel dit Charlie est un personnage d'À la recherche du temps perdu de Marcel Proust.
Il est fils du valet de l'oncle Adolphe, l'oncle du narrateur. Il se présente pour la première fois à ce dernier par ce biais, mais lui le traite presque comme un égal, alors que les conventions sociales de l'époque auraient voulu qu'il lui parle à la troisième personne. Il se montre extrêmement ambitieux. Violoniste premier prix de conservatoire, il se révèlera violent et peut-être pédophile. Charlus le rencontre par hasard dans une gare alors qu'il bavarde avec le narrateur, à qui il demande de le lui amener, déclarant qu'il le connaissait déjà. Mais le Narrateur comprend qu'il n'en est rien et que Charlus veut simplement faire sa connaissance. C'est Morel qui introduira Charlus dans le salon Verdurin où il joue du violon. On apprendra que Saint-Loup lui aussi a une liaison avec lui.
Du point de vue de l'étude littéraire, Morel est souvent associé à Albertine, avec laquelle il aurait organisé des orgies, et dont il serait en quelque sorte le double.
Il fait aussi partie de la série des Charles avec Charles Swann et le baron de Charlus.

## Interprètes
- Vincent Perez dans Le Temps retrouvé de Raoul Ruiz (1999)
- Vincent Heden dans À la recherche du temps perdu de Nina Companeez (2011)